# San Lorenzo de El Escorial
|  | Aquest article tracta sobre el municipi. Si cerqueu l'edifici, vegeu «Monestir d'El Escorial». |

San Lorenzo de El Escorial, també anomenat esporàdiament en català com Sant Llorenç de l'Escorial, és un municipi de la Comunitat de Madrid. Limita al nord amb Guadarrama, a l'oest amb Santa María de la Alameda, Robledo de Chavela i la província d'Àvila, a l'est amb Alpedrete i Collado Villalba i al sud amb El Escorial i Zarzalejo.
El poble va ser fundat en temps de Carles III, en el segle xviii, i constituït en municipi en el segle xix, quan va tenir el seu primer alcalde. Va sorgir com una escissió d'El Escorial, on Felip II va construir a la fi del segle xvi el monestir d'El Escorial i va constituir, mitjançant l'annexió de les finques confrontants, el Reial Lloc del mateix nom. En la part segregada es trobaven els principals edificis i paratges d'aquest Reial Lloc, inclòs el Monestir, que en l'actualitat es troba, per tant, en el terme de San Lorenzo de El Escorial. Per aquest motiu el citat monument rep també el nom de monestir de San Lorenzo de El Escorial.
El Monestir i el Reial Lloc van ser declarats Patrimoni de la Humanitat per la UNESCO el dia 2 de novembre de 1984, amb la denominació de El Escorial, Monestir i Lloc. Al voltant d'aquest edifici, un dels principals monuments renaixentistes espanyols, s'ha articulat una potent indústria turística i hostalera, que ha convertit a San Lorenzo de El Escorial en una de les principals destinacions de la Comunitat de Madrid. Des del 21 de juny de 2006, el seu terme es troba protegit per la Comunitat de Madrid com a Bé d'Interès Cultural, en la categoria de Territori Històric o Lloc Històric.

## Demografia
| 1996   | 1998   | 1999   | 2000   | 2001   | 2002   | 2003   | 2004   | 2005   | 2006   | 2007   |
| ------ | ------ | ------ | ------ | ------ | ------ | ------ | ------ | ------ | ------ | ------ |
| 10.828 | 10.995 | 11.350 | 11.783 | 12.455 | 13.164 | 14.358 | 14.971 | 14.364 | 16.005 | 16.531 |